# Hercílio Luz FC
Hercílio Luz FC is een voetbalclub uit de Braziliaanse stad Tubarão in de deelstaat Santa Catarina.

## Geschiedenis
De club werd opgericht in 1918 en werd vernoemd naar de toenmalige gouverneur van de staat. De club speelde in amateurcompetities. Er was destijds nog geen grote competitie zoals het huidige Campeonato Catarinense, maar slechts een eindronde van regionale kampioenschappen. In 1939 nam de club voor het eerst deel aan die eindronde en verloor daar met 5-4 van Figueirense. Het jaar erop verloren ze met 4-0 van Avaí. Ook de volgende twee jaren wonnen deze clubs uit Florianópolis telkens van Hercílio Luz. Nadat de club zich enkele jaren niet plaatste was het in 1949 en 1951 opnieuw Avaí die de weg versperde en ook in 1952 en 1953 kon de club niets presteren in de eindronde. In 1957 bereikte de club eindelijk de finale. Nadat de heenwedstrijd verloren werd van Carlos Renaux wonnen ze de terugwedstrijd waardoor er een derde, beslissende wedstrijd, gespeeld werd. Ook deze werd gewonnen, waardoor Hercílio Luz voor het eerst staatskampioen werd. Ook in 1958 werd de club kampioen, na de finale te winnen van Carlos Renaux. Deze keer had de titel een vervolg. Voor het eerst kwam er ook een nationale eindronde, de Taça Brasil, waardoor de club de eerste club uit Santa Catarina werd die op nationaal niveau speelde. De club verloor echter in de eerste ronde met 1-3 van Atlético Paranaense. De volgende jaren kon de club de titel niet meer winnen. In 1964 werden ze nog derde. 
Vanaf 1967 kwam er één grote competitie in de staat. In 1974 trof een zware overstroming de stad Tubarão waardoor de club dat jaar niet aan de competitie kon deelnemen. In 1975 namen ze nog één keer deel maar doordat de infrastructuur verwoest was moest de club zich noodgedwongen terugtrekken uit de competitie. In 1983 keerde de club terug en speelde tot 1991 nog in de hoogste klasse. Na enkele jaren in de tweede klasse keerden ze nog terug in 1995, maar na dit seizoen werd de club terug een amateurclub. 
In 2008 keerde de club terug naar het profvoetbal en speelde tien seizoenen op rij in de Série B van de staatscompetitie. In 2017 werd de club vicekampioen en keerde zo na 23 jaar terug naar de hoogste divisie. De club kon de degradatie maar net vermijden, maar plaatste zich wel voor de Série D 2019 omdat de hoger geplaatste teams al in hogere nationale reeksen speelden. De club bereikte de tweede fase, waar ze verloren van Brusque, eerder dat jaar degradeerde de club weer uit de staatscompetitie. Na één seizoen keerden ze terug. In 2023 wonnen ze de reguliere competitie, maar in de eindronde verloren ze in de halve finale.

## Erelijst
Campeonato Catarinense
1957, 1958